# Wang Xiaoyun
Wang Xiaoyun (chinesisch 王小雲 / 王小云, Pinyin Wáng Xiǎoyún; geb. 1966 in Zhucheng, Shandong) ist eine chinesische Mathematikerin und Kryptografin. Sie ist Professorin für Angewandte Mathematik und Inhaberin des Chen-Ning-Yang-Lehrstuhls am Institute for Advanced Study der Tsinghua-Universität in Peking. Sie leistete bedeutende Beiträge zur Kryptoanalyse, insbesondere durch die Enthüllung fundamentaler Schwächen weitverbreiteter Hashfunktionen.

## Leben
Wang studierte an der Shandong-Universität, wo sie 1987 den Bachelorabschluss, 1990 den Masterabschluss und 1993 ihren Doktorgrad in Mathematik erwarb. Sie begann ihre akademische Laufbahn an der Shandong-Universität, wo sie zunächst als Dozentin und später als Professorin tätig war. Seit 2005 wirkt sie zusätzlich als Professorin am Institute for Advanced Study der Tsinghua-Universität und leitet seit 2009 das dortige Zentrum für Kryptologie. Im Jahr 2017 wurde Wang in die Chinesische Akademie der Wissenschaften gewählt.

## Wirken
Wangs Arbeit befasst sich mit der Kryptanalyse und Entwicklung kryptografischer Algorithmen, insbesondere im Bereich der Hashfunktionen. Zu ihren bedeutendsten Leistungen zählt die Entdeckung grundlegender Sicherheitslücken in den einst verbreiteten Hashfunktionen MD5 und SHA-1, die sie durch innovative Methoden wie Bit-Tracing und Message Modification nachwies. Diese Durchbrüche führten dazu, dass MD5 und SHA-1 nicht mehr als sicher galten und schließlich durch neue kryptografische Standards ersetzt wurden. Sie entdeckte Probleme bei der Hashfunktion HAVAL und forschte zur Fiat-Shamir-Heuristik.
Wang entwickelte daraufhin die Hashfunktion SM3, die seit 2018 international als ISO/IEC-Standard anerkannt und breit in Finanz-, Verkehrs- und Energiesektoren eingesetzt wird. Ihre Arbeiten erwiesen sind als bedeutend für sichere Datenkommunikation und Speicherung und bilden die Grundlage moderner Standards für Bankkarten, Passwörter und elektronischen Handel.
Für ihre Forschungen erhielt Wang zahlreiche Auszeichnungen, darunter den Tan Kah Kee Science Award (2006), die zweite Klasse des chinesischen Staatspreises für Naturwissenschaften (2008), den CSIAM Su Buchin Prize (2010) und den Levchin Prize für Real-World Cryptography (2020). Im Jahr 2019 wurde sie mit dem Future Science Prize ausgezeichnet und 2025 erhielt sie den L’Oréal-UNESCO-Preis, mit dem ihre Beiträge zu Mathematik und Kryptografie sowie ihr Einfluss auf junge Frauen in der Wissenschaft gewürdigt wurden.